# Andy Booth
Pour les articles homonymes, voir Booth.
Andrew David Booth, couramment appelé Andy Booth, est un footballeur anglais, né le 6 décembre 1973 à Huddersfield. Évoluant au poste d'avant-centre, il n'a connu que trois clubs dans sa carrière : Sheffield Wednesday, Tottenham Hotspur et principalement Huddersfield Town où il a acquis le statut d'une véritable idole.

## Biographie

### Carrière de joueur
Natif d'Huddersfield, il est formé dans le club local, Huddersfield Town, en tant que stagiaire. Alors qu'il est encore en formation, il passe quelques mois à Scarborough avant de revenir dans son club. Il joue son premier match professionnel en mars 1992 contre Fulham (défaite 0-1) et inscrit son premier but en novembre de cette même année contre Blackpool (match nul 2-2).
Lors de la saison 1992-1993, il engrange de l'expérience en jouant des bouts de matches mais c'est surtout la saison suivante qu'il s'impose véritablement en équipe première avant de culminer lors de la saison 1994-1995, en inscrivant 29 buts (dont deux coups du chapeau). Avec son coéquipier d'attaque, Ronnie Jepson (en), ils forment un duo prolifique permettant à Huddersfield Town d'obtenir la promotion en D2 à la suite des play-offs de promotion.
C'est à cette époque qu'il connut trois sélections pour deux réalisations en Angleterre espoirs. Son entraîneur, Neil Warnock, déclare alors qu'à l'exception des joueurs de Premier League, Booth a le meilleur jeu de tête.
La saison 1995-96 voit Huddersfield Town terminer aux portes de la promotion en Premier League et prouve définitivement que Booth a les qualités pour s'imposer au plus haut niveau.
C'est ainsi qu'il est recruté par Sheffield Wednesday pendant l'été 1996, pour 2,7 millions de £. Dès sa première saison pour son nouveau club en Premier League, il inscrit 13 buts, terminant meilleur buteur du club. Lors de la saison 1997-98, ses statistiques baissent avec un total de 7 buts sur la saison (dont un coup du chapeau, le 8 novembre 1997, lors d'une victoire 5-0 contre Bolton Wanderers). 
Il connaît la relégation en D2 à la suite de la saison 1999-2000 mais retrouve la Premier League à la faveur d'un prêt pour Tottenham Hotspur. Avant terme de la saison 2000-01, il choisit de revenir dans son club formateur, Huddersfield Town pour qui il s'engage le 22 mars 2001 pour 200.000£.
Recruté pour sauver son club de cœur de la relégation D3 à quelques mois de la fin d'une saison très mal engagée, il ne réussit pas son pari, échouant à un point du maintien. Lors de la saison 2001-02, Huddersfield Town parvient à décrocher une place en play-off mais échoue à obtenir la promotion, perdant contre Brentford. La saison suivante est cauchemardesque, Booth n'inscrivant que six buts et Huddersfield Town est relégué en D4.
Booth choisit de rester dans son club de cœur et de mettre son expérience au service de l'équipe. C'est une réussite car Huddersfield Town arrive à obtenir la promotion dès la première saison. En 2004-05, pour leur retour en D3, Booth marque 23 buts (dont son 100e pour Huddersfield). La saison suivante, Booth inscrit 12 buts et son club arrive à accrocher une place en play-off mais échoue à obtenir la promotion. 
Le 25 juillet 2006, Huddersfield Town organise un match-jubilé pour célébrer les services rendus au club par Booth, contre l'équipe espagnole de la Real Sociedad, joué devant 7 000 spectateurs et se concluant par un match nul 0-0.
Il joue encore trois saisons pour son club et annonce sa retraite le 22 avril 2009. Il joue son dernier match à domicile, au Galpharm Stadium, le 25 avril 2009, portant le brassard de capitaine à cette occasion. Le match, contre Brighton & Hove Albion, se termine par un match nul 2-2, avec Booth inscrivant le premier but (son 149e pour le club). Son remplacement, à quelques minutes de la fin du match, est l'occasion d'une ovation debout de tout le public.
La semaine suivante, il joue son tout dernier match, un match nul 1-1 contre Leyton Orient, inscrivant son 150e et dernier but pour son 452e match pour le club, ce qui le place, dans les annales d'Huddersfield Town le 3e meilleur buteur de tous les temps (derrière Jimmy Glazzard et George Brown (en)) et la 4e place pour le nombre de matches joués. Après sa retraite, il reste lié au club avec un rôle d'ambassadeur.